# Автоматичний револьвер

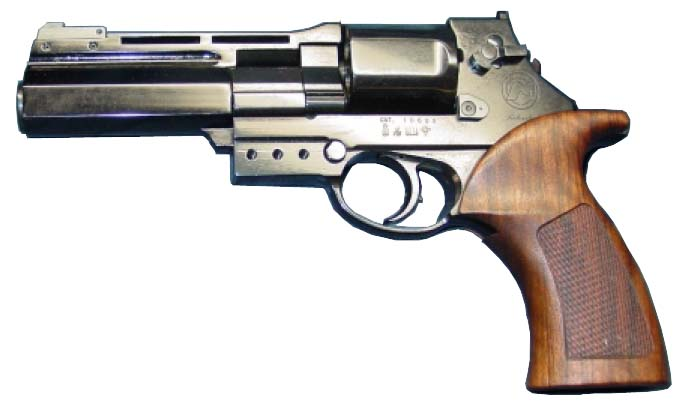
Авторевольвер Mateba

Автоматичний револьвер — це револьвер, який використовує енергію стрільби для зведення ударника та обертання барабана, замість ручної дії. Екземпляри дійсно самозарядних револьверів є рідкісними, а термін часто застосовують до револьверів з переламною рамкою з автоматичною системою екстракції гільз при відкриванні.

## Історія
Автоматичний револьвер було передано Мозесу Пулу, патентному агенту, в 1841 році. Особа винахідника такої зброї невідома. Інший автоматичний револьвер було передано британському патентному агенту Вільяму Еварду Ньютону американцями Мершоном та Голлінгвортом у 1854 році. В обох цих пістолетах було використано годинниковий механізм для виконання автоматичних операцій. В 1895 році було розроблено автоматичний револьвер Webley-Fosbery, який став першим комерційним і найвідомішим автоматичним револьвером.

## Опис
Стандартний револьвер має ручну систему дії, де зведення курка обертає барабан у револьверах одинарної дії або при натисканні спускового гачка, коли зводиться курок і обертається барабан у револьверах подвійної дії. Основною ідеєю автоматичних револьверів є автоматизація цих дій, виключаючи потребу ручного зведення курка між пострілами.
Цього можна досягти за допомогою пістолетного затвора, який розташовано на верхній частині рамки, рух якого використовують для обертання барабана і зведення курка. Дія схожа на таку саму, як і в більшості самозарядних пістолетів.

### Приклади
- Норвезький револьвер Ландстада було розроблено і представлено в 1900 році. Він має незвичну конструкцію з пласким барабаном на дві камори. Вони заряджалися з коробчастого магазина, який розташовувався в руків'ї. Після пострілу затвор виштовхував порожню гільзу з барабана, заряджав набій в нижню камору, а потім обертав барабан на 180 градусів. Револьвер був готовий до стрільби. Він міг використовувати набої 7,5 м Наган, який в той час використовували в норвезькій та шведський версіях бельгійського револьвера Нагана M1895.[3]
- Автоматичний револьвер Webley-Fosbery був першим комерційним зразком, який був представлений в 1901 році. Дія відбувалася за допомогою віддачі, де барабан та ствол рухалися назад, зводячи курок і обертаючи барабан. На барабані можна побачити фігурні канавки, завдяки яким він повертається при відкаті навколо своєї осі. Під час цього руху фіксована розпірка на рамці револьвера входила в нарізи на барабані і повертала його на одну дванадцяту повного обороту під час кожного ходу, таким чином здійснюючи поворот на одну шосту за час циклу віддачі і повернення, підставляючи новий набій під удар курка. Версія .38 калібру мала барабан на 8 набоїв, версія .455 калібру мала барабан на 6 набоїв. Загалом було випущено 4750 револьверів.[4]
- Автоматичний револьвер Union було розроблено в США. Було випущено лише 65 штук.[5]
- В Іспанії випускали автоматичний револьвер Zulaica M. Zulaica y Cia. В 1905 Zulaica запатентувала не звичайний автоматичний револьвер під набій .22LR, але було випущено лише кілька зразків і навіть кілька збереглося. Zulaica почала випускати автоматичні пістолети тип 'Eibar' за контрактом французької армії в 1915 та 1916 роках, крім того вони надійшли в цивільний продаж до 1920-х років.[6]
- В 1997 році компанія Mateba розробила автоматичний револьвер з віддачею, авторевольвер Mateba Unica, який використовував енергію віддачі для автоматичного обертання барабана на 6 або 7 набоїв, залежно від моделі. Компанія розробила кілька версій свого «авторевольвера», в тому числі довгоствольні та навіть гвинтівкоподібні варіанти, зазвичай під набій .357 Magnum, але також існували варіанти під більші набої .44 Magnum та .454 Casull.[7]